# 第二阶段削减战略武器条约
第二阶段削减战略武器条约（Strategic Arms Reduction Treaty II, START II）是美国与俄罗斯之间签署的旨在削减并限制战略性进攻武器的一份条约。1993年1月3日于莫斯科签署。由于其实际上为美国与苏联在1991年签署的第一阶段削减战略武器条约的后续，所以此条约主要也称为第二阶段削减战略武器条约。
1996年1月26日，美国参议院以87票赞成、4票反对的结果批准了条约。俄罗斯于2000年4月14日批准了《第二阶段削减战略武器条约》，并以美国继续执行《反弹道导弹条约》作为条件。当美国于2002年6月13日退出《反弹道导弹条约》时，俄罗斯于第二天退出了《第二阶段削减战略武器条约》。因此，《第二阶段削减战略武器条约》从未生效。
相反，削减进攻性战略武器条约生效，将每个国家的战略弹头数量削减到1700-2200枚。

## 背景
使用多目標重返大氣層載具（MIRV）的洲际弹道导弹被认为存在不确定因素，因为它重视一次打击。在苏联的一些超重型导弹设计中，导弹可以携带两个至50个弹头，并且可以携带大量诱饵弹。大量高精度弹头和诱饵可以在第一次打击中消灭整个国家，包括对手的导弹发射井和空军轰炸机机队。
假如双方各有100枚导弹，每枚装5枚弹头，各方通过向每个发射井发射两枚弹头，有95%的机会中和对方发射井，那么首先发动攻击的一方可以通过发射40枚200枚弹头的导弹，并保留剩余的60枚导弹作为储备，将敌方洲际弹道导弹力量从100枚导弹减少到约5枚。由于敌方发射井的数量没有增加，所以MIRV的破坏力大大提高。
苏联的R-36洲际弹道导弹和美国的LGM-118A和平守護者飛彈最多可携带10枚多弹头分导式飞行器。

## 谈判
协议于1992年6月17日谈判，美俄两国总统签署了一项联合谅解书。1993年1月3日，两国总统正式签署了条约。1996年1月26日，美国参议院以87票赞成、4票反对的结果批准了该法案。然而，俄罗斯国家杜马多次拒绝批准，所以被条约搁置多年。条约被俄罗斯多次推迟，目的是抗议美国在伊拉克和科索沃的军事行动，以及反对北约在东欧的扩张。随着时间的推移，条约的重要性降低，双方开始对执行条约失去兴趣。
2000年4月14日，俄罗斯杜马最终批准了条约，但附加了一些条件。条件包括美国继续执行《反弹道导弹条约》，美国参议院将批准1997年9月的《第二阶段削减战略武器条约》附录，其中包括就战略和战术导弹防御系统的划分达成一致的声明。美国参议院从未批准该附录，因为傑西·亞歷山大·赫爾姆斯领导的共和党反对限制美国的反弹道导弹系统。因此，《第二阶段削减战略武器条约》从未生效。

## 替代
2001年，美国总统乔治·W·布什启动了一项计划，将美国的导弹部队从6000人削减到1700至2200人。
因此，布什和俄罗斯总统弗拉基米尔·普京在2001年11月的首脑会议上商定并于2002年5月24日在莫斯科首脑会议上签署的《削减进攻性战略武器条约》正式绕过《第二阶段裁武条约》。双方同意到2012年将部署的战略核弹头从2200枚减少到1700枚。
2002年6月13日，美国退出《反弹道导弹条约》，第二天，俄罗斯宣布将不受《第二阶段削减战略武器条约》约束。两国继续追求各自目标。俄罗斯仍然保留了54架具有多弹头分导器能力的RS-20/R-36M（SS-18撒旦），每架有10枚弹头，40架具有多威力分导器功能的RS-18/UR-100N（SS-19短劍），每辆有6枚弹头，以及24架具有多用途分导器能力的RS-24洲际弹道导弹，每架3枚弹头。美国开发了陆基中段防御系统，以防御小型洲际弹道导弹的攻击。
2002年10月，美国单方面停止使用多目标重返大气层载具(MIRV)，于2005年9月19日完成。截至2011年，LGM-30洲際彈道飛彈是美国唯一的陆基洲际弹道导弹。